# Macrotarsipus albipunctus
Macrotarsipus albipunctus is een vlinder uit de familie wespvlinders (Sesiidae), onderfamilie Sesiinae.
Macrotarsipus albipunctus is voor het eerst wetenschappelijk beschreven door Hampson in 1893. De soort komt voor in het Oriëntaals gebied.